# Alex Schmidt
Alexandra „Alex“ Schmidt (* 13. Juni 1978 in Berlin) ist eine deutsche Filmregisseurin und Drehbuchautorin.

## Leben
Alex Schmidt studierte Medienwissenschaften in Potsdam und Regie bei Hark Bohm von 2004 bis 2006 an der Hamburg Media School. Seit 2007 ist sie als freie Regisseurin und Autorin tätig. Zu ihren Werken gehört die Mysteryserie Armans Geheimnis und die Weihnachtsserie Beutolomäus und der wahre Weihnachtsmann.

## Filmografie (Auswahl)
- 2007: Rabenmutter (Kurzfilm)
- 2012: Du hast es versprochen (Drehbuch/Regie)
- 2015: Armans Geheimnis (Fernsehserie, 13 Folgen, Drehbuch/Regie)
- 2017: Beutolomäus und der wahre Weihnachtsmann (Fernsehserie, 24 Folgen, Drehbuch/Regie)
- 2020: Schneewittchen am See (Regie)
- 2024: Ich hab den Weihnachtsmann geküsst (Drehbuch/Regie)